# Gaetano Chierici (pittore)
Gaetano Chierici (Reggio nell'Emilia, 1º luglio 1838 – Reggio nell'Emilia, 16 gennaio 1920) è stato un pittore e politico italiano.

## Biografia

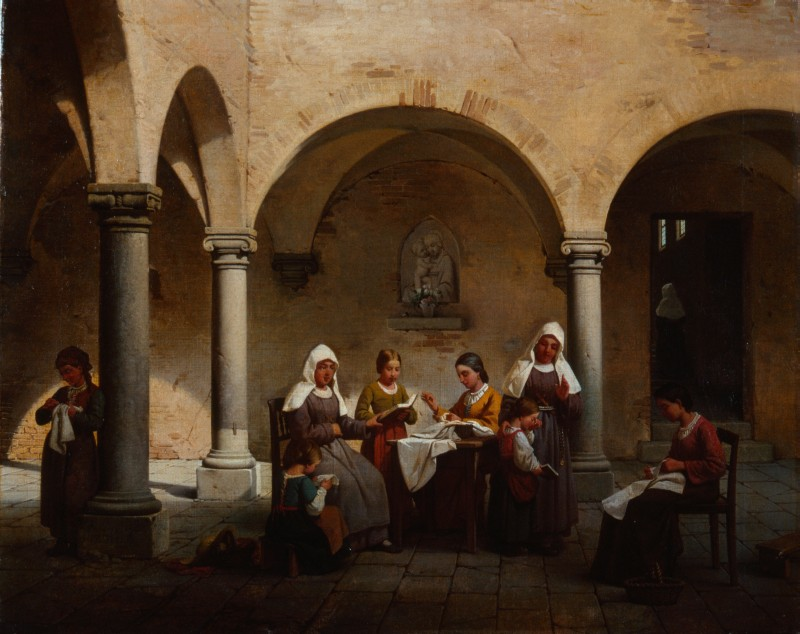
La lezione al convento, 1864 (collezione Fondazione Cariplo)

Nacque a Reggio nell'Emilia il 1º luglio 1838 come figlio di Luigi Chierici ed Anna Catini; era nipote del pittore Alfonso Chierici e dell'omonimo archeologo. Dal 1853 al 1857 frequentò la Scuola di disegno della Scuola di Belle Arti di Reggio Emilia diretta da Prospero Minghetti, proseguendo gli studi artistici presso l'Accademia di belle arti di Bologna nel 1858 e poi a Firenze nel 1859 con una borsa di studio dell'Istituto Ferrari-Bonini. Durante il suo soggiorno fiorentino si sposò con Maria Mazzieri, giovane modenese di origini contadine.
La produzione giovanile dell'artista si inserisce inizialmente all'interno delle suggestioni puriste dell'opera di Adeodato Malatesta e dello zio Alfonso e, in seguito, delle innovazioni della "pittura di macchia". Dalla fine degli anni sessanta, svolge una pittura di genere con interni domestici di carattere aneddotico, che costituisce la sua specializzazione.
Nel 1866 tornò a Reggio Emilia, dove divenne direttore della Scuola di Belle Arti nel 1882. La partecipazione all'Esposizione di Belle Arti di Brera del 1869 segna l'inizio della fortuna critica e commerciale dell'opera di Chierici, in seguito irrigiditasi nella ripetizione dei medesimi soggetti.
Nel 1889 insieme ad altri sei concittadini fondò la Società reggiana per l'Africa per la colonizzazione agricola dell'Eritrea, dove si recò nel dicembre dello stesso anno per l'impianto del primo podere sperimentale a Cheren. L'iniziativa fu inizialmente supportata dal governo di Francesco Crispi ma l'impresa naufragò sia per il successivo mancato sostegno governativo sia per la morte dell'agricoltore Giovanni Bandieri nel 1890.
Divenuto membro del Consiglio comunale di Reggio Emilia nelle file del Partito Socialista Italiano nel 1899, fu poi eletto sindaco della città, carica che ricoprì fino al 6 dicembre 1902, fatta eccezione per una breve interruzione di circa tre mesi nel 1901.
A partire dal 1907 una forma di paralisi progressiva lo portò lentamente alla morte avvenuta il 16 gennaio 1920 presso la sua casa in piazza Fontanesi.
Il Liceo Artistico della città di Reggio Emilia è a lui intitolato.